# Pang Sila Thong (huyện)
Pang Sila Thong (tiếng Thái: ปางศิลาทอง) là huyện cực tây nam (huyện) thuộc Kamphaeng Phet, phía bắc Thái Lan.

## Lịch sử
Chính phủ Thái đã tách Tambon Pang Ta Wai, Hin Dat and Pho Thong từ huyện Khlong Khlung và tạo Tiểu huyện (King Amphoe) Pang Sila Thong vào ngày 31 tháng 5 năm 1993. Đơn vị này đã được nâng thành huyện ngày ngày 11 tháng 10 năm 1997.
Tên gọi Pang Sila Thong là ba tambon cấu thành huyện này - Pang là Pang Ta Wai, Sila là Hin Dat và Thong là Pho Thong.

## Địa lý
Các huyện giáp ranh (từ phía bắc theo chiều kim đồng hồ): Khlong Lan, Khlong Khlung, Khanu Woralaksaburi thuộc tỉnh Kamphaeng Phet, Mae Wong thuộc tỉnh Nakhon Sawan, Umphang thuộc tỉnh Tak.

## Hành chính
Huyện này được chia thành 3 phó huyện (tambon), các đơn vị này lại được chia thành 42 làng (muban). Không có khu vực đô thị (thesaban, và 3 Tổ chức hành chính tambon (TAO).
| Số TT | Tên         | Tên tiếng Thái | Số làng | Dân số |  |
| ----- | ----------- | -------------- | ------- | ------ |  |
| 1.    | Pho Thong   | โพธิ์ทอง         | 17      | 11.729 |  |
| 2.    | Hin Dat     | หินดาต          | 14      | 10.665 |  |
| 3.    | Pang Ta Wai | ปางตาไว        | 11      | 8.197  |  |